# Aeroporto Internazionale di al-Arish
L'Aeroporto di al-Arish (IATA: AAC, ICAO: HEAR) è uno scalo aeroportuale egiziano sito alla periferia Sud di al-Arish, centro turistico nel Governatorato del Sinai del Nord.
La struttura è posta a un'altitudine di 37 m / 121 ft sul livello del mare ed è dotata di una pista di atterraggio con superficie in asfalto, lunga 3019 m e larga 45 m (9 905 per 148 ft) e con orientamento 16/34, dotata di impianto di illuminazione e di sistema di assistenza all'atterraggio PAPI.
L'aeroporto, gestito dal governo egiziano, è aperto al traffico commerciale. È lo scalo aeroportuale più vicino alla striscia di Gaza ed è posto sulla linea di confine con l'Egitto, tuttavia questo non è riconosciuto dall'aviazione civile egiziana.
Nel 2011 lo scalo gestì 5 991 passeggeri in transito, con una decrescita del 45,4% rispetto all'anno precedente.
Nel 2018 l'aeroporto è stato chiuso per motivi di sicurezza dopo il lancio di un missile verso l'aereo dei ministri della difesa e dell'interno egiziani che causò la morte di un ufficiale.

## Attività della Palestinian Airlines
La compagnia aerea palestinese Palestinian Airlines trasferì la sua sede da Rafah presso questo scalo dopo che l'Aeroporto Internazionale di Gaza venne attaccato e distrutto dalle Forze armate israeliane nel 2001. Nel maggio 2012 la compagnia operava voli bisettimanali con Amman, con prosecuzione per l'Aeroporto di Gedda-Re Abdulaziz di Gedda, in Arabia Saudita. Dal 2017 la compagnia ha cessato le attività.
L'aeroporto è stato principalmente utilizzato da passeggeri palestinesi in viaggio per Gedda in occasione dell'annuale Hajj, il pellegrinaggio islamico.